# I Need Air
I Need Air è un brano musicale del gruppo dubstep inglese Magnetic Man, estratto il 23 luglio 2010 come primo singolo dal loro album di debutto Magnetic Man e promosso dall'etichetta discografica Columbia.
Il singolo è entrato alla decima posizione della classifica britannica, nella quale è rimasto per quindici settimane consecutive. È entrato in classifica anche in Danimarca e in Belgio.

## Tracce
Download digitale
1. I Need Air - 4:18
2. I Need Air (Redlight Remix) - 4:20
3. I Need Air (Digital Soundboy Remix) - 5:23

## Classifiche
| Classifica (2010) | Posizione massima |
| ----------------- | ----------------- |
| Belgio (Fiandre)  | 27                |
| Belgio (Vallonia) | 55                |
| Danimarca         | 13                |
| Regno Unito       | 10                |